# Чемпіонат світу з легкої атлетики в приміщенні 2018 — 3000 метрів (чоловіки)
Змагання з бігу на 3000 метрів серед чоловіків на Чемпіонаті світу з легкої атлетики в приміщенні 2018 у Бірмінгемі відбулись 2 та 4 березня в Арені Бірмінгем.

## Рекорди
На початок змагань основні рекордні результати були такими:
| WIR | Данієль Комен Кенія        | 7.24,90 | Будапешт Угорщина | 6 лютого 1998  |
| CR  | Хайле Гебрселассіє Ефіопія | 7.34,71 | Париж Франція     | 9 березня 1997 |
| WL  | Селемон Барега Ефіопія     | 7.36,64 | Льєвен Франція    | 13 лютого 2018 |

## Розклад
| Дата           | Час початку | Стадія |
| -------------- | ----------- | ------ |
| 2 березня 2018 | 12:55       | Забіги |
| 4 березня 2018 | 15:35       | Фінал  |

Вказаний місцевий час (UTC+0)

## Результати

### Забіги
Умови кваліфікації до наступного раунду: перші четверо з кожного забігу (Q) та четверо найшвидших за часом з тих, які посіли у забігах місця, починаючи з п'ятого (q).
Забіг 1
| Місце | Атлет               | Країна        | Час     | Примітки |
| ----- | ------------------- | ------------- | ------- | -------- |
| 1     | Йоміф Кеджельча     | Ефіопія       | 7.42,83 | Q        |
| 2     | Хагос Гебрхівет     | Ефіопія       | 7.43,55 | Q        |
| 3     | Адель Мечаль        | Іспанія       | 7.43,83 | Q        |
| 4     | Бірхану Балев       | Бахрейн       | 7.44,03 | Q, PB    |
| 5     | Бетвелл Бірген      | Кенія         | 7.45,06 | q        |
| 6     | Юнесс Ессалгі       | Марокко       | 7.45,07 | q, PB    |
| 7     | Клеменс Бляйштайн   | Німеччина     | 7.49,01 | q, PB    |
| 8     | Шадрак Кіпчірчір    | США           | 7.57,08 | q        |
| 9     | Тьєррі Ндікумвенайо | Бурунді       | 8.09,11 |          |
| 10    | Гаміш Карсон        | Нова Зеландія | 8.14,40 |          |
|       | Джамал Дірех        | Джибуті       | DNS     |          |

Забіг 2
| Місце | Атлет            | Країна          | Час     | Примітки |
| ----- | ---------------- | --------------- | ------- | -------- |
| 1     | Селемон Барега   | Ефіопія         | 7.48,14 | Q        |
| 2     | Девіс Кіплангат  | Кенія           | 7.48,26 | Q        |
| 3     | Яссін Буіх       | Італія          | 7.50,65 | Q, PB    |
| 4     | Джуліан Оуклі    | Нова Зеландія   | 7.55,92 | Q        |
| 5     | Федеріко Бруно   | Аргентина       | 7.58,98 | SB       |
| 6     | Джонатан Девіс   | Велика Британія | 8.21,73 |          |
|       | Кемой Кемпбелл   | Ямайка          | DQ      |          |
|       | Пол Челімо       | США             | DQ      |          |
|       | Юссуф Гісс Бахір | Джибуті         | DQ      |          |
|       | Ріхард Рінгер    | Німеччина       | DQ      |          |
|       | Альберт Роп      | Бахрейн         | DNS     |          |

### Фінал
| Місце | Атлет             | Країна        | Час     | Примітки |
| ----- | ----------------- | ------------- | ------- | -------- |
| 1     | Йоміф Кеджельча   | Ефіопія       | 8.14,41 |          |
| 2     | Селемон Барега    | Ефіопія       | 8.15,59 |          |
| 3     | Бетвелл Бірген    | Кенія         | 8.15,70 |          |
| 4     | Хагос Гебрхівет   | Ефіопія       | 8.15,76 |          |
| 5     | Адель Мечаль      | Іспанія       | 8.16,13 |          |
| 6     | Юнесс Ессалгі     | Марокко       | 8.16,63 |          |
| 7     | Девіс Кіплангат   | Кенія         | 8.18,03 |          |
| 8     | Клеменс Бляйштайн | Німеччина     | 8.18,24 |          |
| 9     | Джуліан Оуклі     | Нова Зеландія | 8.18,60 |          |
| 10    | Бірхану Балев     | Бахрейн       | 8.18,89 |          |
| 11    | Яссін Буіх        | Італія        | 8.20,84 |          |
| 12 !  | Шадрак Кіпчірчір  | США           | DQ      |          |